# The Blackening (film)
Pour les articles homonymes, voir The Blackening.
Pour plus de détails, voir Fiche technique et Distribution.
The Blackening est un film américain réalisé par Tim Story et sorti en 2022. Il s'agit d'une adaptation du court métrage du même nom du collectif 3Peat.
Il est présenté au festival international du film de Toronto 2022. Il sort ensuite dans les salles nord-américaines mais en vidéo à la demande dans plusieurs pays dont la France.

## Synopsis
Sept Afro-Américains partent pour une escapade entre amis — le temps d'un week-end — pour célébrer le Juneteenth. Morgan, Shawn, Lisa, Allison, Dewayne et les autres se retrouvent donc dans un chalet isolé. Ils vont y être piégé par un tueur sadique, qui va les forcer à jouer à un jeu de questions-réponses au contenu particulièrement raciste. La survie du groupe d'amis va alors dépendre de leur capacités à répondre à des questions sur stéréotypes véhiculés par les médias et la culture populaire (notamment les films d'horreur).

## Fiche technique
Sauf indication contraire, les informations mentionnées dans cette section peuvent être confirmées par les bases de données cinématographiques IMDb et Allociné,  présentes dans la section « Liens externes ».
- Titre original : The Blackening
- Réalisation : Tim Story
- Scénario : Tracy Oliver et Dewayne Perkins, d'après le court métrage The Blackening du collectif 3Peat
- Musique : Dexter Story
- Direction artistique : Richard Berentsen
- Décors : Cecil Gentry
- Costumes : Angela Hadnagy
- Photographie : Todd A. Dos Reis
- Montage : Peter S. Elliot
- Production : Marcei A. Brown, Jason Clark, E. Brian Dobbins, Tracy Oliver, Tim Story et Sharla Sumpter Bridgett

Coproducteur : Dewayne Perkins
- Sociétés de production : MRC, The Story Company, Tracy Yvonne Productions, Artists First et Catchlight Studios
- Sociétés de distribution : Lionsgate Films (États-Unis), Netflix (France)
- Budget : 5 millions de dollars[1]
- Pays de production :  États-Unis
- Langue originale : anglais
- Format : couleur - 2.39:1 - son : Dolby Digital
- Genre : comédie horrifique
- Durée : 97 minutes
- Dates de sortie[2] :
  - États-Unis : 16 juin 2023
  - France : 13 octobre 2023 (vidéo à la demande)
- Classification[3] :
  - États-Unis : R

## Distribution
- Grace Byers : Allison
- Jermaine Fowler : Clifton
- Melvin Gregg : King
- X Mayo : Shanika
- Dewayne Perkins : Dewayne
- Antoinette Robertson : Lisa
- Sinqua Walls : Nnamdi
- Jay Pharoah : Shawn
- Yvonne Orji : Morgan
- Diedrich Bader : Ranger White

## Production
Le film est annoncé en janvier 2020, avec Tracy Oliver (en) et Dewayne Perkins (en) au scénario. Ce dernier était déjà auteur du scénario du court métrage original, réalisé par Chioke Nassor et sorti en 2018. Tim Story est ensuite engagé comme réalisateur. Le Le tournage débute ensuite dans le quartier de Brentwood à Los Angeles courant 2021. Il est révélé que les acteurs ont improvisé la plupart des dialogues.

## Sortie et accueil

### Critique
Le film reçoit des critiques plutôt positives dans la presse anglo-saxonne. Sur le site d'agrégation de critiques Rotten Tomatoes, le film obtient 87% d'avis favorables, pour 145 critiques. Le consensus suivant résumé les avis collectés : « Même si le film pourrait être un peu plus drôle et un peu plus effrayant, The Blackening est une satire réfléchie qui critique les clichés de l'horreur et les stéréotypes raciaux. » Sur le site Metacritic, qui utilise une moyenne pondérée, le film obtient la note de 67⁄100 pour 34 critiques.

### Box-office
Après sa présentation au festival de Toronto en septembre 2022, le film est acquis par Lionsgate. Il sort dans les salles américaines le 16 juin 2023, week-end du Juneteenth,.
Il sort en vidéo à la demande dans de nombreux pays, notamment sur Netflix.
| Pays ou région     | Box-office          | Date d'arrêt du box-office | Nombre de semaines |
| ------------------ | ------------------- | -------------------------- | ------------------ |
| France             | non sorti en salles | -                          | -                  |
| États-Unis, Canada | 17 707 207 $        | 27 juillet 2023            | 6                  |
| Total mondial      | 18 169 453 $        | -                          | -                  |

## Distinctions
(en) Récompenses pour The Blackening sur l’Internet Movie Database

### Récompenses
- ReFrame 2024 : ReFrame Stamp

### Nominations
- festival international du film de Toronto 2022 : en compétition dans la section Midnight Madness
- NAACP Image Awards 2024 : meilleure révélation pour Dewayne Perkins, meilleure distribution
- GLAAD Media Awards 2024 : meilleur film à large diffusion